# Michael Berry
Michael Berry (ur. 10 grudnia 1991) – amerykański lekkoatleta, sprinter.
Medalista mistrzostw NCAA.

## Osiągnięcia
| Rok  | Impreza                     | Miejsce | Konkurencja                   | Lokata     | Wynik   |
| ---- | --------------------------- | ------- | ----------------------------- | ---------- | ------- |
| 2010 | Mistrzostwa świata juniorów | Moncton | sztafeta 4 × 400 m            | 1. miejsce | 3:04,76 |
| 2011 | Mistrzostwa świata          | Daegu   | sztafeta 4 × 400 m            | 1. miejsce | 2:59,31 |
| 2017 | IAAF World Relays           | Nassau  | sztafeta 4 × 400 m (mieszana) | 2. miejsce | 3:17,29 |

## Doping
W 2010 Berry został zdyskwalifikowany na 3 miesiące za konsumpcję marihuany, która jest wpisana na listę zakazanych substancji. Dyskwalifikacja została zawieszona z uwagi na uczestnictwo zawodnika w programie edukacyjnym Amerykańskiej Agencji Antydopingowej. Anulowano rezultaty Amerykanina uzyskane podczas juniorskich mistrzostw USA, ale zachował on złoty medal mistrzostw świata juniorów w sztafecie 4 x 400 metrów.

## Rekordy życiowe
- bieg na 400 metrów – 44,75 (2012)
- bieg na 400 metrów (hala) – 45,64 (2013)